# Флоренс (Орегон)
Флоренс (енгл. Florence) град је у америчкој савезној држави Орегон.

## Демографија
По попису из 2010. године број становника је 8.466, што је 1.203 (16,6%) становника више него 2000. године.
| Група             | 2000.         | 2010.         |
| Белци             | 6.843 (94,2%) | 7.544 (89,1%) |
| Афроамериканци    | 20 (0,3%)     | 25 (0,3%)     |
| Азијати           | 40 (0,6%)     | 83 (1,0%)     |
| Хиспаноамериканци | 172 (2,4%)    | 454 (5,4%)    |
| Укупно            | 7.263         | 8.466         |